# Kościół Podwyższenia Krzyża Świętego w Rudzie Śląskiej
Kościół Podwyższenia Krzyża Świętego – rzymskokatolicki kościół parafialny należący do dekanatu Kochłowice archidiecezji katowickiej. Znajduje się w Halembie, dzielnicy Rudy Śląskiej, na terenie dawnej wsi Kłodnica.
Jest to świątynia wzniesiona w latach 1948-1949. Budowla nie posiada konkretnego charakteru stylistycznego i luźno nawiązuje do modernizmu lub art déco. Głównym elementem kościoła jest masywna wieża, mieszcząca w przyziemiu przedsionek główny. Nakryta jest czterospadowym dachem, posiadającym ciekawą formę składającą z romboidalnych połaci. Zasadniczą bryłą świątyni jest korpus nawy głównej, do którego dobudowane są z lewej i prawej strony dwie kaplice. Nawa zamknięta jest węższym i niższym od niej prezbiterium, z dwoma lokalnościami umieszczonymi od strony północnej i południowej. Wnętrze budowli jest halowe, jednoprzestrzenne, prezbiterium jest oddzielone łukiem tęczowym. Nawa podobnie jak prezbiterium jest nakryte stropem.